# Choudhary Charan Singh
Chaudhary Charan Singh (1902 - 1987) político, foi o primeiro-ministro da Índia entre 1979 e 1980.